# Big Bang (single de 2006)
Big Bang também como conhecido como Big Bang First Single, é o single de estreia em formato de álbum single do grupo sul-coreano Big Bang. Foi lançado pela YG Entertainment em 28 de agosto de 2006 composto por quatro canções, incluindo sua faixa título "We Belong Together". 
O lançamento de Big Bang, realizado após nove dias do lançamento oficial do grupo, posicionou-se em número cinco na parada mensal da Miak Albums Chart e encerrou o ano de 2006, como o seu lançamento melhor posicionado na parada anual da Miak Albums Chart, onde consolidou-se em seu top 35. 

## Antecedentes e lançamento
Em 2006, a YG Entertaiment focou-se na criação de seu primeiro grupo de ídolos nomeado como Big Bang, sua formação foi apresentada através de um documentário de dez episódios, transmitido pela MTV e gomTV. Posteriormente, ocorreu a estreia oficial do grupo em 19 de agosto do mesmo ano, durante o concerto de dez anos da YG Family, realizado na Olympic Gymnastics Arena em Seul. Em 21 de agosto, foi divulgado que o lançamento de seu single de estreia homônimo, havia sido adiado devido a demora na confecção de sua capa em formato especial, além da decisão de se adicionar um DVD bônus contendo o documentário completo da formação do quinteto.
Big Bang foi lançado em 28 de agosto de 2006 em formato físico composto de CD+DVD. Sua lista de faixas inclui quatro canções, como a faixa título "We Belong Together", que possui a participação da cantora Park Bom e "This Love", uma versão da canção de mesmo nome da banda estadunidense Maroon 5, o qual possui suas letras reescritas por G-Dragon.

## Faixas e formatos
| Big Bang – Edição padrão e digital |                                                          |                        |                                                                                      |                      |         |  |
| N.º                                | Título                                                   | Letras                 | Música                                                                               | Arranjos             | Duração |  |
| 1.                                 | "Intro (Put Your Hands Up)"                              | G-Dragon               | G-Dragon, Brave Brothers                                                             | Brave Brothers       | 1:22    |  |
| 2.                                 | "We Belong Together" (com participação de Park Bom)      | G-Dragon, T.O.P        | G-Dragon                                                                             | G-Dragon, Teddy Park | 3:58    |  |
| 3.                                 | "A Fool's Only Tears" (눈물뿐인 바보; Nunmulppunin Babo) | An Young Min, G-Dragon | Jeon Seung Woo                                                                       | Jeon Seung Woo       | 4:03    |  |
| 4.                                 | "This Love" (G-Dragon solo)                              | G-Dragon               | G-Dragon, James Valentine, Adam Levine, Ryan Dusick, Mickey Madden, Jesse Carmichael | G-Dragon             | 3:30    |  |
| Duração total:                     | Duração total:                                           | Duração total:         | Duração total:                                                                       | Duração total:       | 12:52   |  |

| Conteúdo bônus em DVD – Edição padrão CD+DVD |                                    |         |  |
| N.º                                          | Título                             | Duração |  |
| 1.                                           | "Big Bang Documentary of 10 Parts" |         |  |

## Desempenho nas paradas musicais
O lançamento de Big Bang na Coreia do Sul, estreou em seu pico de número cinco na parada mensal da Miak Albums Chart, obtendo vendas de 17,159
mil cópias no mês de agosto de 2006. Mais tarde, posicionou-se em número 35 em sua respectiva parada anual com vendagem de 36,420 mil cópias. Até fevereiro de 2007, Big Bang já havia vendido o equivalente a 39,655 mil cópias no país.

### Posições
| Paradas (2006)                             | Melhor posição |
| ------------------------------------------ | -------------- |
| Coreia do Sul (Miak Monthly Albums Chart)  | 5              |
| Coreia do Sul (Miak Year-end Albums Chart) | 35             |

## Histórico de lançamento
| Região        | Data                 | Formato                  | Gravadora                       |
| ------------- | -------------------- | ------------------------ | ------------------------------- |
| Coreia do Sul | 28 de agosto de 2006 | CD+ DVD download digital | YG Entertainment Yedang Company |